# Friedrich von Leitenberger (1837–1899)
Friedrich von Leitenberger, plným jménem Friedrich Franz Josef von Leitenberger, v českojazyčných pramenech též uváděn jako Bedřich František Josef Leitenberger (5. listopadu 1837 Vídeň – 26. října 1899 Josefův Důl), byl rakouský a český podnikatel a politik německé národnosti z rodiny Leitenbergerů, v 60. a 70. letech 19. století poslanec Českého zemského sněmu a Říšské rady.

## Biografie

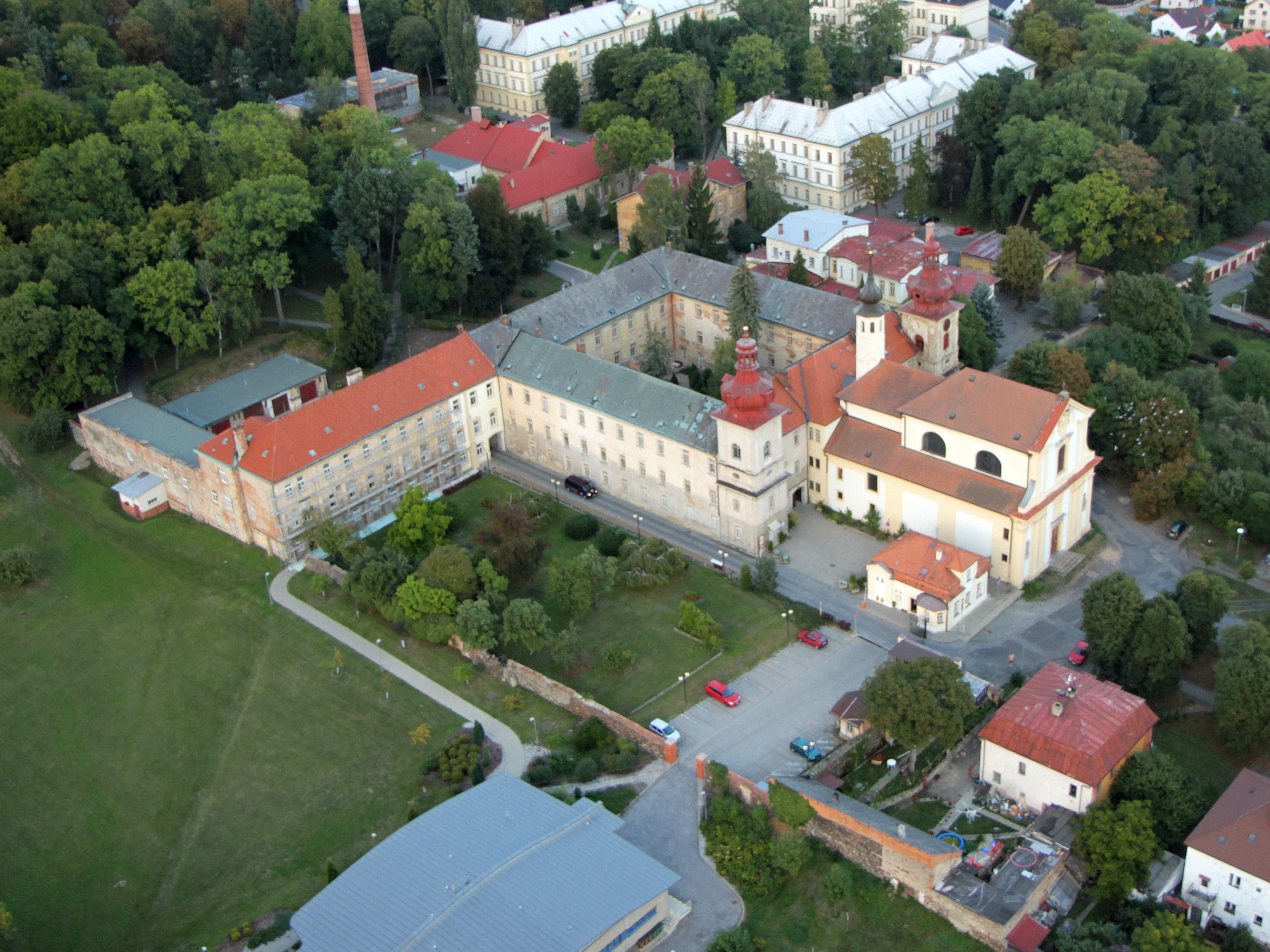
Bývalý klášter v Kosmonosích, v 19. století Leitenbergerova kartounka

Pocházel z rozvětvené podnikatelské rodiny Leitenbergerů. Byl vnukem průmyslníka Franze Leitenbergera (1761–1825), synovcem Friedricha Leitenbergera staršího (1801–1854) a otcem Friedricha von Leitenbergera (1862–1904).
Absolvoval Skotské gymnázium ve Vídni a studoval pak na vídeňské polytechnice a na konzervatoři v Paříži. Podnikal zahraniční studijní cesty.
Roku 1858, tedy v mladém věku (musel být dokonce předčasně prohlášen za zletilého) převzal od strýce Friedricha Leitenbergera staršího vedení textilní továrny v Josefově Dole. Zvýšil výrobní kapacitu na 21 válcových strojů (cca 10 % produkce celého pozdějšího Rakouska-Uherska) poháněných parní turbínou 225 kW. V roce 1892 zde vyrobil 17 milionů metrů potiskovaných tkanin. V roce 1868 zprovoznil novou přádelnu s 54 000 vřeteny (asi 15 % kapacity Rakousko-Uherska) a tkalcovnu s 1150 stavy (6 % z R.-U.) v Hrádku nad Nisou. Snažil se o důstojné pracovní podmínky pro své zaměstnance a zřídil pro jejich rodiny základní školu.
Od roku 1861 byl členem obchodní a živnostenské komory v Liberci. Podílel se na založení Ústředního svazu rakouského průmyslu, v němž zastával funkci prvního předsedy. Neúspěšně se snažil i o založení analogické ústřední korporace pro představitele obchodníků. Podporoval umění.
V 60. letech 19. století se zapojil do zemské politiky. V doplňovacích volbách v srpnu 1868 byl zvolen na Český zemský sněm za kurii obchodních a živnostenských komor (obvod Liberec). Mandát obhájil za stejný obvod ve volbách roku 1870. Ve volbách roku 1872 do sněmu zasedl za městskou kurii (obvod Rokytnice – Jilemnice). Rezignoval před březnem 1876.
Zasedal také v Říšské radě (celostátní zákonodárný sbor), kam ho vyslal zemský sněm poprvé roku 1870 (tehdy ještě Říšská rada nevolena přímo, ale tvořena delegáty jednotlivých zemských sněmů). 10. listopadu 1870 složil poslanecký slib. Opětovně sem byl zemským sněmem delegován v následujícím funkčním období, do roku 1873. V zákonodárných sborech se zaměřoval na hospodářské a celní otázky. Roku 1892 byl jmenován doživotním členem Panské sněmovny (jmenovaná horní komora Říšské rady).
Roku 1865 získal Řád Františka Josefa, roku 1867 Řád železné koruny (zároveň povýšen na rytíře) a v roce 1873 byl povýšen na barona.
Zemřel 26. října 1899 a byl pohřben v rodinné neogotické kaplové hrobce v Josefově Dole.